# Московский, Юрий Сергеевич
Юрий Сергеевич Московский (1942—1999) — советский государственный деятель, финансист и банкир.

## Биография
Родился 20 июня 1942 года в Москве, куда из партизанского отряда самолётом была переправлена его беременная мать — Валентина Фёдоровна Орлова. Вместе с его отцом — Сергеем Андреевичем Московским, они сражались в партизанском отряде в Белоруссии. 
По окончании школы Юрий учился в московском техническом училище № 6, после чего начал трудовую жизнь фрезеровщиком Московского завода тепловой автоматики. В январе 1964 года стал членом КПСС. В этом же году пришёл на работу инспектором в Московскую городскую контору Стройбанка СССР. Совмещая работу с учёбой, в 1966 году окончил вечернее отделение кредитно-экономического факультета Московского финансового института (ныне Финансовый университет при Правительстве Российской Федерации), получив специальность экономиста. 
В Банк для внешней торговли Юрий Московский пришёл в июне 1965 года на должность экономиста, далее работал старшим консультантом, начальником отдела валютных операций, заместителем начальника управления валютно-кассовых операций. В 1969 году он выезжал в Копенгаген для участия в работе Международной банковской летней школы. В ноябре 1971 года перешёл на работу в Управление делами Совета министров СССР, где последовательно занимал должности референта, старшего референта, помощника первого заместителя председателя Совмина СССР И. В. Архипова, заведующего сектором, первого заместителя сводного экономического отдела Совмина СССР. В декабре стал первым заместителем заведующего отделом Государственной внешнеэкономической комиссии Совета министров СССР, после чего, в декабре 1987 года, был назначен председателем правления Внешэкономбанка СССР. 30 апреля 1992 года Комитет по оперативному управлению Внешэкономбанка СССР принял его отставку.
С 1992 года работал в банке «Возрождение». Проживал в Москве, умер 6 ноября 1999 года.
Был награждён орденом «Дружбы народов» (1981) и медалями, в числе которых «В ознаменование 50-летия со дня образования Монгольской Народной Республики», «В ознаменование 25-летия СЭВ», «Тридцать лет победы в Великой Отечественной войне», «100 лет освобождения Болгарии от османского рабства», «За строительство магистрального газопровода „Союз“».